# العلاقات الإيرانية البلغارية
العلاقات الإيرانية البلغارية هي العلاقات الثنائية التي تجمع بين إيران وبلغاريا.

## مقارنة بين البلدين
هذه مقارنة عامة ومرجعية للدولتين:
| وجه المقارنة                                              | إيران                    | بلغاريا                                                                             |
| --------------------------------------------------------- | ------------------------ | ----------------------------------------------------------------------------------- |
| المساحة (كم2)                                             | 1.65 مليون               | 110.99 ألف                                                                          |
| عدد السكان (نسمة)                                         | 79.97 مليون              | 7.08 مليون                                                                          |
| الكثافة السكانية (ن./كم²)                                 | 48.47                    | 63.79                                                                               |
| العاصمة                                                   | طهران                    | صوفيا                                                                               |
| اللغة الرسمية                                             | لغة فارسية               | اللغة البلغارية                                                                     |
| العملة                                                    | ريال إيراني              | ليف بلغاري                                                                          |
| الناتج المحلي الإجمالي (بليون دولار)                      | 439.51 مليار             | 56.83 مليار                                                                         |
| الناتج المحلي الإجمالي (تعادل القوة الشرائية) بليون دولار | 1.36 تريليون             | 130.99 مليار                                                                        |
| الناتج المحلي الإجمالي الاسمي للفرد دولار أمريكي          |                          | 8.03 ألف                                                                            |
| الناتج المحلي الإجمالي للفرد دولار أمريكي                 |                          | 17.21 ألف                                                                           |
| مؤشر التنمية البشرية                                      | 0.766                    | 0.782                                                                               |
| رمز المكالمات الدولي                                      | +98                      | +359                                                                                |
| رمز الإنترنت                                              | .ir،                     | .bg، .бг ‏                                                                           |
| المنطقة الزمنية                                           | ت ع م+03:30، توقيت إيران | ت ع م+02:00، ت ع م+03:00، أوروبا/صوفيا ‏، توقيت شرق أوروبا، توقيت شرق أوروبا الصيفي ‏ |

## منظمات دولية مشتركة
يشترك البلدان في عضوية مجموعة من المنظمات الدولية، منها:
| علم المنظمة | اسم المنظمة                        | تاريخ انضمام إيران | تاريخ انضمام بلغاريا |
| ----------- | ---------------------------------- | ------------------ | -------------------- |
|             | يونسكو                             | 6 سبتمبر 1948      | 17 مايو 1956         |
|             | وكالة ضمان الاستثمار متعدد الأطراف | 15 ديسمبر 2003     | 23 سبتمبر 1992       |
|             | الأمم المتحدة                      | 24 أكتوبر 1945     | 14 ديسمبر 1955       |
|             | الفريق المعني برصد الأرض           | ?                  | ?                    |
|             | الاتحاد البريدي العالمي            | ?                  | ?                    |
|             | البنك الدولي للإنشاء والتعمير      | 29 ديسمبر 1945     | 25 سبتمبر 1990       |
|             | منظمة حظر الأسلحة الكيميائية       | ?                  | ?                    |
|             | مؤسسة التمويل الدولية              | 28 ديسمبر 1956     | 22 يوليو 1991        |
|             | منظمة الشرطة الجنائية الدولية      | ?                  | ?                    |

## وصلات خارجية
- موقع وزارة الخارجية الإيرانية
- موقع وزارة الخارجية البلغارية